# ラッパ吹きの休日
『トランペット吹きの休日』（Bugler's Holiday）は、ルロイ・アンダーソンが作曲した管弦楽作品。

## 概要
1954年に作曲されたもので、陽気で活気に満ちたギャロップである。曲のタイトルに含まれるBuglerとは軍隊などにおけるラッパ手を指す語で、この場合のラッパとはビューグルのことだ。アンダーソンの楽曲には『トランペット吹きの子守歌』（A Trumpeter's Lullaby）という作品があるが、原題では明確に区別されている。
休日と銘打っておきながら、主役は3本のトランペットが細かなパッセージを休みなく吹くという、トランペット奏者にとっては忙しい作品でもある。そのため、「トランペット吹きの休日返上」や「休日出勤」、「過労」等と揶揄されることがある。
ラッパ吹きの休日、という曲名は、軍隊のラッパ吹きの仕事が、決まった時間に起床、食事、就寝などの信号ラッパを吹くことで、それ以外に自由に吹けなかったため、「休みの日くらいは思う存分、ラッパを吹きたい」という気持ちを曲にしたものであるとされている。
明るく軽快な曲で、オリジナルの管弦楽編成から編曲され、吹奏楽などのバンド・コンサートにはなくてはならないスタンダード・ナンバーである。
日本において、幼稚園や小学校では、オッフェンバックのオペレッタ『天国と地獄』の序曲や、カバレフスキーの組曲『道化師』のギャロップなどが、よく運動会のBGM（特に徒競走の時によく流れる）として流れる定番曲であるが、これもそのひとつである。また運動会以外にもテレビのBGMやCM、更にはアニメ作品などにも使用されている。
栃木放送の『競輪ニュース』でも流れる。
また、プロ野球近鉄バファローズのフランチャイズ球場が藤井寺球場だった1980年代からホームランが出た際電子オルガンでこの曲のファンファーレが流れた。

## 構成
軽やかな短い前奏に続いて、3本のトランペットによる主題によって開始される。全ての[楽器]が同じ[旋律]を奏するところから中間部で、[変ホ長調]に転調する。そして主題が再現されたのち、終結部はファンファーレによって華やかに終わる。演奏時間は約2分30秒。